# Томас Джонс (єпископ)

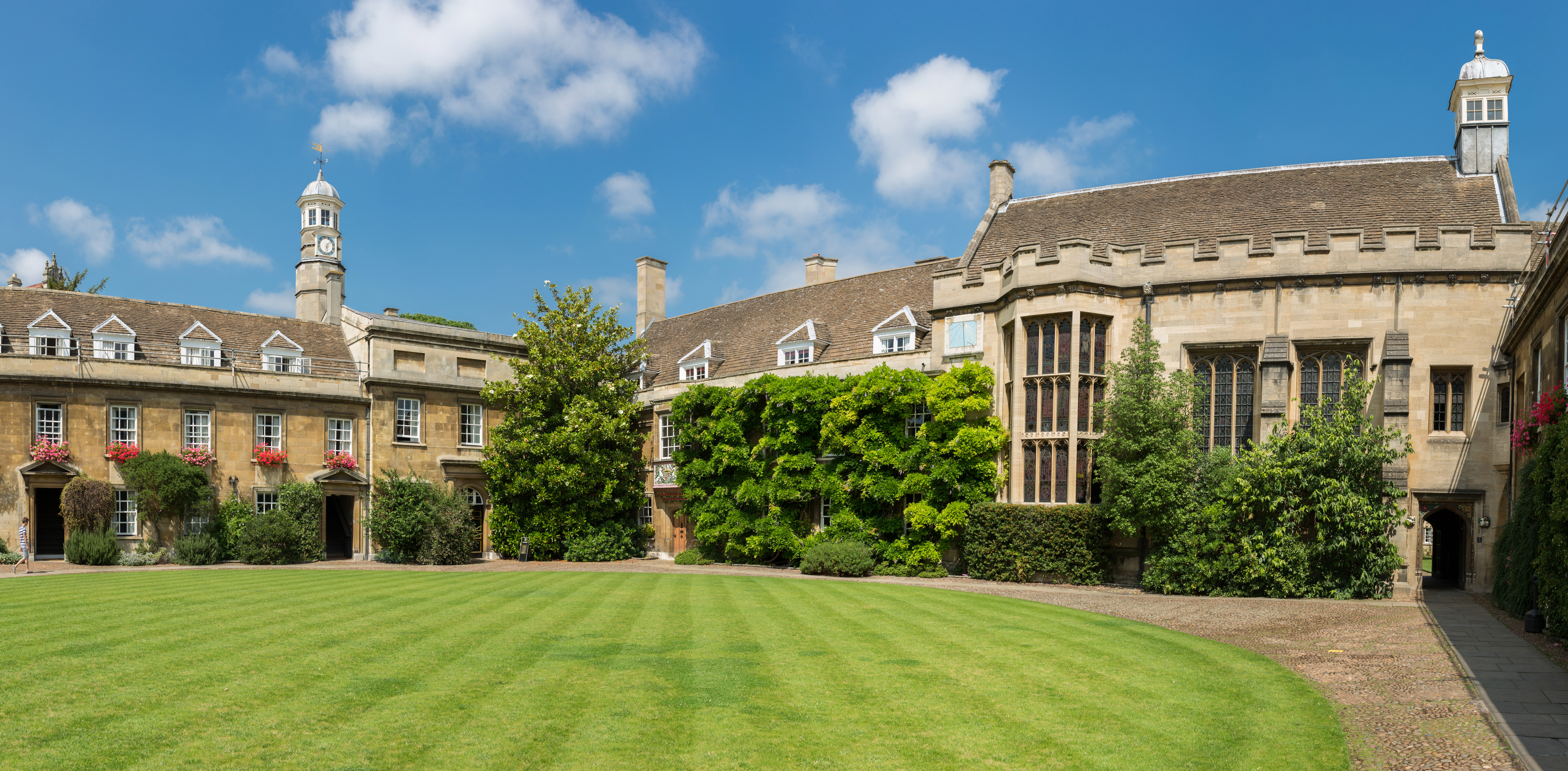
Коледж Христа в Кембриджі.

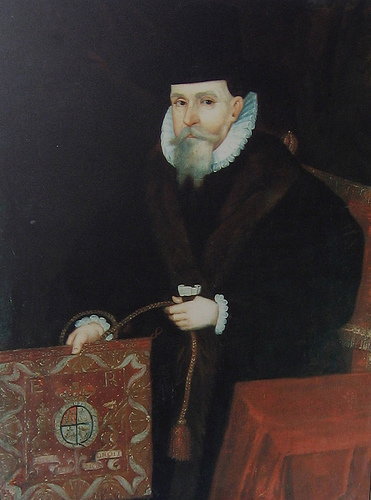
Адам Лофтус (1533—1605).

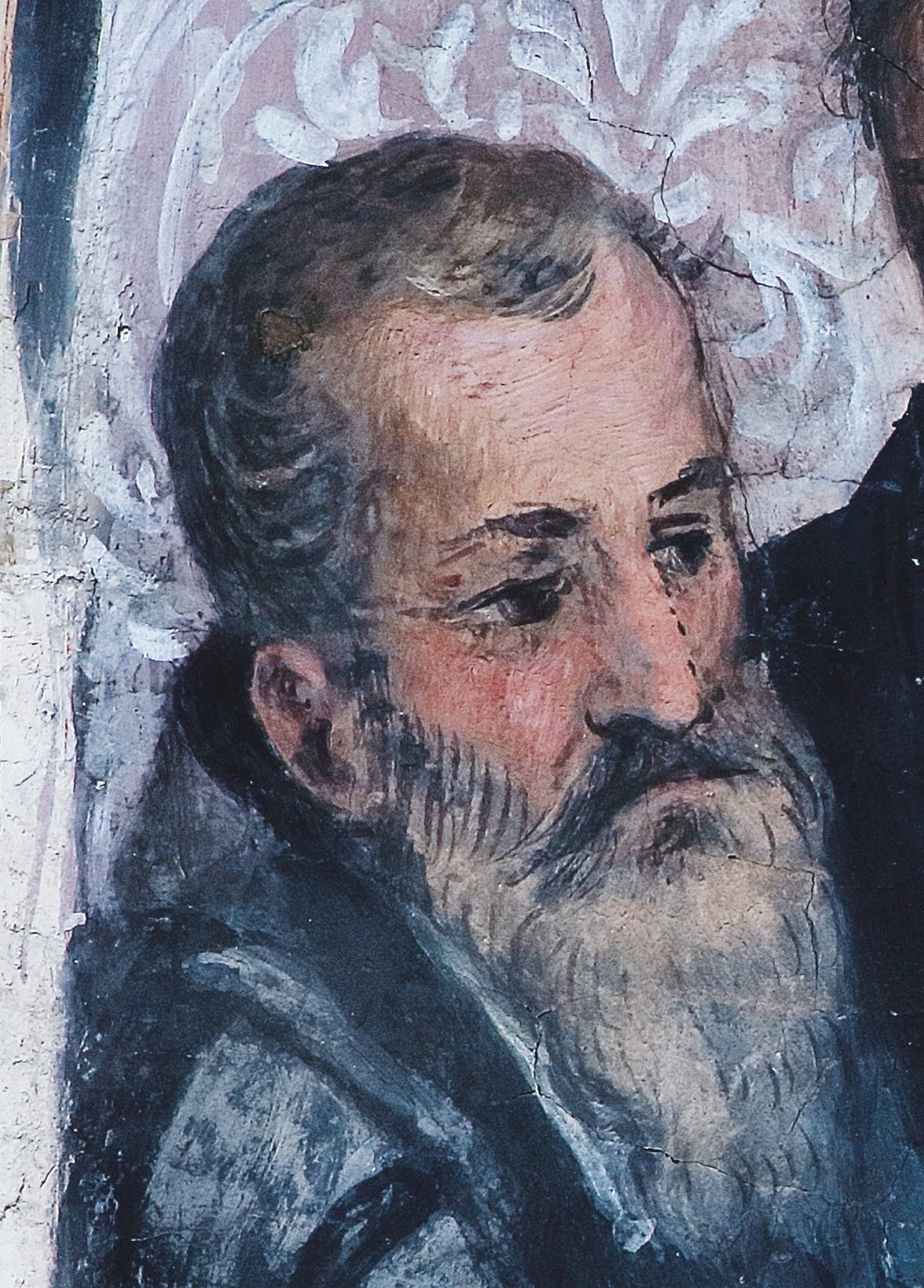
Х'ю О'Ніл (1550—1616).

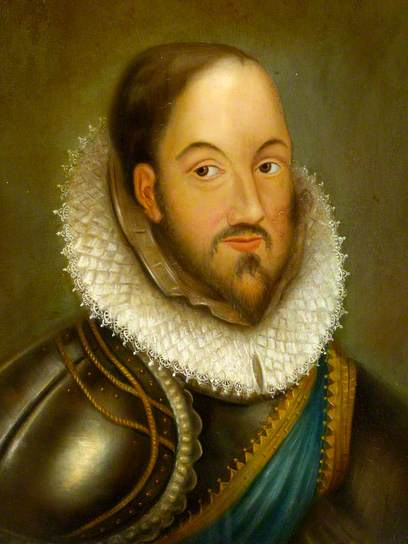
Сер Артур Чічестер (1563—1625).

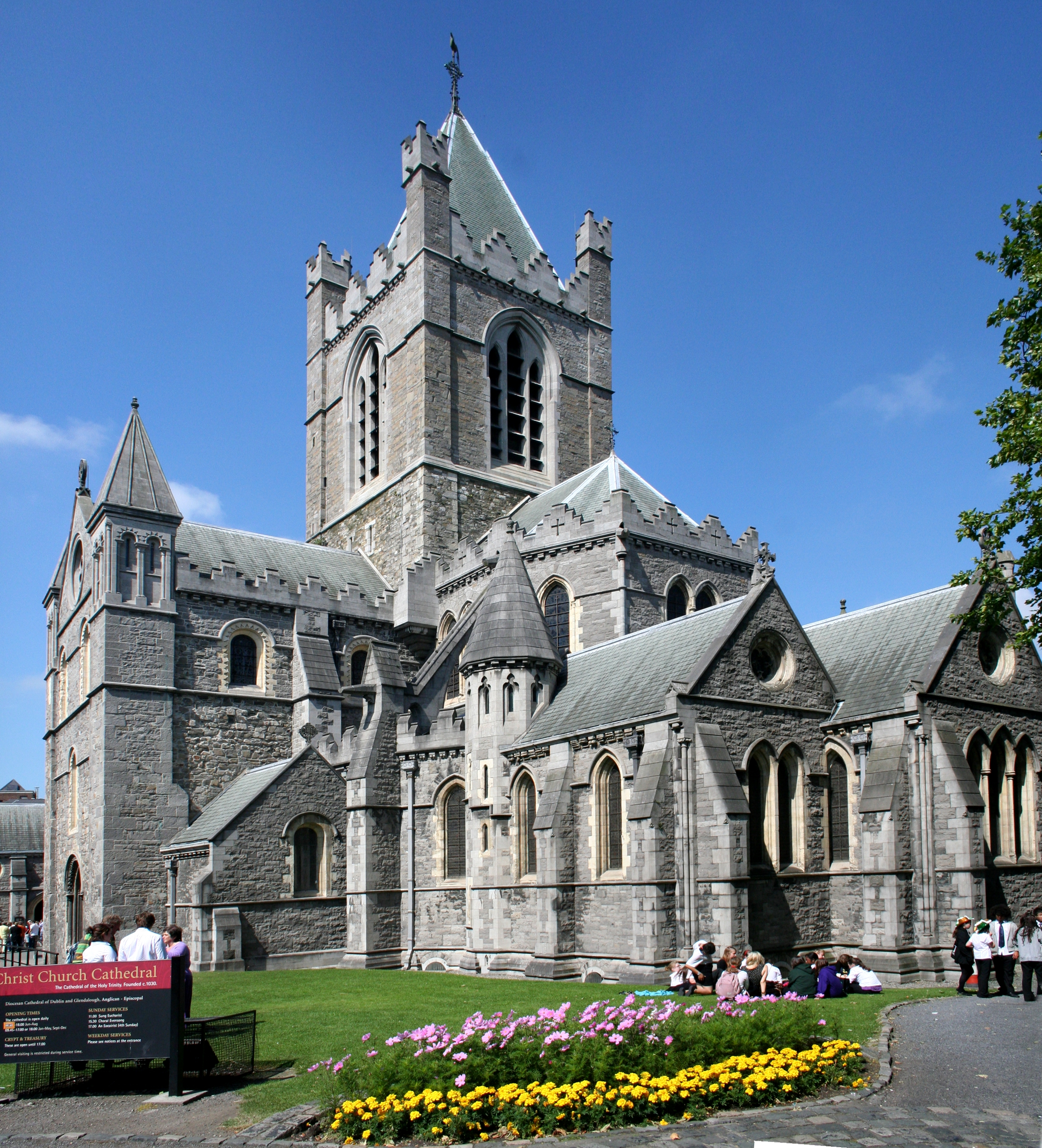
Собор Христа в Дубліні.

Томас Джонс (англ. Thomas Jones; бл. 1550 — 10 квітня 1619) — архієпископ Дубліна, декан собору Святого Патріка, єпископ Міт, уповноважений охоронець Великої Печатки Ірландії (1605), лорд-канцлер Ірландії (1605—1619), спікер Палати лордів парламенту Ірландії. Серед його нащадків були віконти Ранелаг.

## Життєпис

### Ранні роки
Томас Джонс народився в Ланкаширі, Англія. Він був сином Генрі Джонса, есквайра з Міддлтона. Про його матір нічого не відомо. Його брат — сер Роджер Джонс був олдерменом Лондона, був посвячений у лицарі у Вайтхоллі. У 1573 році Томас Джонс отримав ступінь магістра мистецтв у Кембриджському коледжі Христа, після чого переїхав до Ірландії. Він одружився з вдовою Маргарет Пердон, яка також була невісткою архієпископа Адама Лофтуса. Вважається, що вона належала до відомої землевласницької родини Пердонів з Балліклога, графство Корк, Ірландія. Стосунки Томаса Джонса з Лофтусом виявилися корисними для Джонса. Його немилосердно називали «блідою тінню» Лофтуса. Більш збалансований погляд полягає в тому, що двоє чоловіків думали однаково з більшості питань і тому гармонійно працювали разом.
Джонс був призначений канцлером собору Святого Патріка і був обраний деканом цього собору у 1581 році. Будучи деканом, Джонс здавав у сумнівну оренду церковну власність, включаючи, зокрема, 161-річну оренду вугільної шахти, що призвело до того, що пізніший декан Святого Патріка, Джонатан Свіфт суворо докоряв Джонсу за його непродуманість: «…оренда вугільної шахти Колмайн, укладена цим пройдисвітом деканом Джонсом і шахраями чи дурнями його капітули якомусь Джону Аллену на вісімдесят один рік, а потім ще на вісімдесят років почалась у 1585 році, так виходить оренда на 161 рік 253 акрів землі в межах трьох миль (4,8 км) від Дубліна за 2 фунти річних, зараз коштує, 150 фунтів».

### Архієпископ
Коли архієпископ Арма Томас Ланкастер помер у 1584 році, лорд-канцлер Ірландії (і колишній архієпископ Арма) Адам Лофтус рекомендував Джонса на його заміну, незважаючи на сумні наслідки його необдуманої оренди церковної землі. Замість нього на цю посаду було обрано Джона Лонга, але 10 травня 1584 року, за письмовим наполяганням королеви Єлизавети І Тюдор, Джонс був призначений єпископом Міт. Його негайно запросив до Таємної ради Ірландії уряд лорд-депутата Джона Перрота, і він обіймав цю посаду протягом 20 років.
У серпні 1591 року Х'ю О'Ніл — граф Тірон, один із вождів ірландського клану, представник та лідер старої ірландської аристократії та людина з дуже сумнівною лояльністю до англійської корони, викликав скандал у дублінському суспільстві, втікши зі своєю третьою дружиною, аристократкою англійського походження Мейбл Багенал, родина якого була його непримиренними ворогами. Оскільки Мейбл бажала протестанткою, а Х'ю О'Ніл, хоч сам був римо-католиком, був радий задовольнити її бажання, Джонс був викликаний до замку Драмкондра, де пара знайшла притулок, їхнім господарем сером Вільямом Ворреном. Єпископа переконали, хоч і дуже неохоче, здійснити шлюб. За його власною версією подій, він зробив це виключно для захисту репутації Мейбл. Його вороги звинуватили його в тому, що він підозріло близький до Х'ю О'Ніла і бере від нього хабарі. Його друзі сказали, що він використовував цю гадану дружбу, щоб шпигувати за Х'ю О'Ніллом і надавати розвідувальні дані Короні, і здається, що Корона отримала багато корисної інформації таким чином. У квітні 1605 року Адам Лофтус помер, і король Англії, Шотландії та Ірландії Яків I призначив Томаса Джонса архієпископом Дубліна. Він також отримав посади пребендарія парафії Каслнокок Святого Патріка і священика Трім в єпархії Міт. При цьому в королівській грамоті сказано: «Враховуючи, що після смерті покійного архієпископа ми віддали наказ про забезпечення цього Престолу, тому що він був дуже важливим місцем у нашому Королівстві. Ми знайшли час, щоб порадити людину для цієї посади. Відтоді, після наради з представниками нашої Ради, ми не знайшли нікого більш придатного для теперішнього часу, ніж єпископ Міт, зважаючи на його довгий досвід у цьому королівстві, як у церковній державі. Як єпископ, так і в цивільних справах як Канцлер, отже, ми вибрали його, і ми також раді, що він буде продовжувати служити на посадах, якими він зараз володіє…»

### Лорд-канцлер Ірландії
У 1605 році Томас Джонс був призначений лорд-канцлером Ірландії, і займав цю посаду до кінця свого життя. Він був рішучим ворогом католиків і твердим прихильником Ольстерської плантації (колонізації Ірландії англійцями та шотландцями) короля Якова ІІ. У 1611 році він брав участь у протестантській раді в Дубліні, щоб «запобігти сектантству та викорінити папство». Він був присутній на відкритті парламенту Ірландії в 1613 році, де виголосив важливу промову. Протягом цього періоду він відлучив вісьмох римо-католиків, деяких ув'язнив, а потім повторно ув'язнив після того, як парламент звільнив їх невдовзі. Він був ключовим союзником сера Артура Чічестера, лорда-лейтенанта Ірландії, у його політиці надзвичайної суворих заходів щодо римо-католиків.
Джонс був лорд-суддею Ірландії в 1613 році, отримав почесний ступінь доктора наук від Дублінського університету в 1614 році та знову служив лордом-суддею в 1615 році. Він і його син Роджер Джонс, І віконт Ранелаг, брали участь у кількох суперечках з Крістофером Сент-Лоренсом, Х бароном Гаута, найсерйозніша з яких включала нехтування бійкою на вулиці Томаса в Дубліні в 1609 році, під час якої загинула людина. Корона дуже хотіла розв'язати ворожнечу, і в наступні роки Джонс і лорд Гаут зуміли залагодити свої розбіжності та співпрацювати. Під час перебування на посаді архієпископа Томас Джонс відремонтував кафедральний собор Крайст-Черч у Дубліні. З іншого боку, його звинуватили в серйозному нехтуванні справами архієпархії, аж до того, що багато парафій не мали вікарія.
За словами Елрінгтона Болла, у старості характер Томаса Джонса помітно погіршився: він став дратівливим і вередливим, і зовсім не в змозі був витримати жорстку критику, яку, як очікується, терпіли всі ірландські громадські діячі. Його вороги поширювали зловмисні історії та чутки, що він був чаклуном, просто щоб отримати задоволення від істеричних зусиль, які Томас Джонс, якому бракувало почуття гумору, докладав, щоб спростувати їх. У міру того, як його повноваження послаблювалися, почастішали скарги на те, що він нехтує справами своєї єпархії. Він дуже раптово захворів і помер у своєму єпископському Палаці Святого Гробу в Дубліні в 1619 році. Його поховали в соборі Святого Патріка, Дублін, поруч із його дружиною, яка померла чотири місяці тому. Віконт Ранелаг, його єдиний син, що вижив, створив пам'ятник і статую з написами на латині для Томаса та його дружини: «Томас Джонс, Архієпископ Дублінський. Перший і митрополит Ірландії, лорд-канцлер і двічі один із суддів. Він помер 10 квітня 1619 року, відколи було відкрито спасіння людини».
Пам'ятник був відновлений у 1731 році на прохання тодішнього декана собору Святого Патріка Джонатана Свіфта, незважаючи на його погану думку про Томаса Джонса.

### Родина
У Томаса Джонса та Маргарет було троє дітей:
- Роджер Джонс, І віконт Ранелаг
- Джейн — вийшла заміж за Генрі Пірса з абатства Трістернаг і мала восьмеро дітей
- Маргарет (померла 1615 р.) — вийшла заміж за Гілберта Домвіля, депутата парламенту Ірландії від Донеґалу, була матір'ю сера Вільяма Домвілла — генерального прокурора Ірландії.